# Campostriniïta
La campostriniïta és un mineral de la classe dels sulfats. Va ser anomenada l'any 2013 per F. Demartin, C. Castellano, i C.M. Gramaccioli en honor d'Italo Campostrini, un mineralogista de la Universitat de Milà especialment actiu en l'estudi dels sublimats volcànics. El mineral representa la única combinació de NH₄, bismut i sodi; i és el segon mineral en combinar NH4 i bismut, després de l'argesita.

## Característiques
La campostriniïta és un element químic de fórmula química (Bi₂.₅Na₀.₅)(NH₄)₂Na₂(SO₄)₆(H₂O). Cristal·litza en el sistema monoclínic. L'estructura presenta dos llocs independents per a bismut i sodi, un lloc independent per al sodi, un independent per a NH₄ i potassi; tres grups sulfat independents i una molècula d'aigua coordinada amb el bismut.

## Formació i jaciments
La campostriniïta va ser descrita en un sublimat en bretxes piroclàstiques en un context de fumarola volcànica. Només s'ha descrit al cràter La Fossa (Illes Eòlies, Itàlia). S'ha descrit associada als següents minerals: adranosita, demicheleïta-(Br), demicheleïta-(I), argesita, sassolita.